# Kokelv sjøsamiske museum
 Kokelv sjøsamiske museum / Jáhkovuona Mearrasámi musea är ett samiskt museum i Hammerfests kommun i Finnmark fylke i norra Norge.  
Jáhkovuona mearrasámi musea / Kokelv sjøsamiske museum ligger i Nillagården i Kokelv, som uppfördes i ett sjösamiskt småbruk under återuppbyggnadstiden efter andra världskriget. 
Kokelv sameforening grundades 1983 i syfte att bevara och utveckla sjösamisk kultur i Kokelv och dåvarande Kvalsunds kommun. År 1991 grundades Kokelv sjøsamiske museum med den ur Kokelvs sameförening bildade Kokelv museumslag samt dåvarande Kvalsunds kommun som stiftare. Stiftelsen Kokelv sjøsamiske museum äger musiebyggnaderna och samlingarna.
Museet ingår som ett av fyra museer i Finnmarks fylke under stiftelsen RiddoDuottarMuseat, vid sidan av Sámiid Vuorká-Dávvirat / De Samiske Samlinger i Karasjok,  Guovdageaidnu gilišillju / Kautokeino bygdetun i Kautokeino och Porsáŋggu musea / Porsanger museum i Porsanger.  